# Парамита
Парамита (санскр. पारमिता, IAST: pāramitā  «ведущий на другой берег», кит. упр. 波羅蜜多, палл. Боломидо — «запредельное совершенство», «перфекция»). Парамиты — это шесть взаимосвязанных действий, «переправляющих на тот берег океана существования», то есть приводящих к просветлению; это «Освобождающие действия».
В разных школах буддизма используются списки шести (см. Аштасахасрика) и десяти парамит:
1. Щедрость (दान, дана) — действие, открывающее любую ситуацию. Щедрость может практиковаться на уровне материальных вещей, силы и радости, образования и т. д., но наилучший вид щедрости — это дарить другим развитие и знания о природе ума, то есть Дхарму (Учение Будды), делая их независимыми на высочайшем уровне.
2. Этика (шила: ср. Панчашила) — означает вести осмысленную, полезную для себя и других жизнь. Практично придерживаться осмысленного, и избегать негативного на уровне тела, речи и ума.
3. Терпение (кшанти) — не терять то, что накоплено положительного, в «огне злости». Это не означает «подставление другой щеки» — это значит действовать эффективно, но без гнева.
4. Усердие (вирья) — трудолюбие, много работать, не теряя свежей радости усилий. Только вкладывая во что-либо большие усилия без уныния и лени, можно добиться доступа к особым качествам и энергиям и эффективно двигаться к цели.
5. Медитация (ध्यान, дхьяна) — то, что делает жизнь по-настоящему ценной. С помощью медитаций Шинэй и Лхатонг (санскр.: Шаматха (спокойствие) и Випашьяна (прозрение)), как в лаборатории, формируется навык работы с умом, развивается дистанция к появляющимся и исчезающим мыслям и чувствам и глубинное видение его природы.
6. Мудрость (प्रज्ञा, праджня) — знание истинной природы ума — пустоты — «открытости, ясности и безграничности». Подлинная спонтанная мудрость — это не множество идей, а интуитивное понимание всего. Здесь — ключ к совершенству во всех парамитах. Именно это понимание того, что субъект, объект и действие обладают одной и той же природой, делает все остальные пять парамит освобождающими.

Иногда, говоря о десяти Освобождающих действиях, добавляют вытекающие из шестой пармиты ещё четыре. Десять парамит используются также в тхераваде:
1. Методы
2. Пожелания
3. Сила
4. Изначальная Мудрость.